# 잘리카투 (영화)
잘리카투(영어: Jallikattu)는 2019년 공개된 인도의 액션 영화이다.

## 출연
- 안토니 바기스 - 안토니 역
- 쳄반 비노드 조세 - 칼란 바르키 역
- 사부몬 아브두사마드 - 쿠타찬 역
- 자파르 이두키 - 쿠리아찬 역
- 산티 발라찬드란 - 소피 역

## 수상
- 2019년 제63회 런던 국제 영화제 후보 스릴
- 2019년 제50회 인도국제영화제 수상 감독상 (리조 조세 펠리세리)
- 2019년 제44회 토론토국제영화제 후보 현대 세계 영화 부문
- 2019년 제24회 부산국제영화제 후보 아시아 영화의 창
- 2020년 제30회 후쿠오카 국제 영화제 후보 아시아 영화
- 2020년 제14회 아시안 필름 어워드 후보 최우수 작곡, 촬영상
- 2021년 제9회 무주산골영화제 후보 상영작 - 판